# Cor van der Hoeven
Cor van der Hoeven, né le 12 mai 1921 à Amsterdam et mort le 1er février 2017 dans sa ville natale, est un footballeur international néerlandais qui évolue au poste de milieu de terrain.

## Biographie
Cor van der Hoeven reçoit trois sélections en équipe des Pays-Bas lors de l'année 1950.
Il joue son premier match en équipe nationale le 16 avril 1950, contre la Belgique (défaite 2-0 à Anvers). Il joue son deuxième match le 8 juin 1950, contre la Suède (défaite 4-1 à Solna). Il reçoit sa dernière sélection le 11 juin 1950, contre la Finlande (défaite 4-1 à Helsinki).